# Manny Siaca
Manny Siaca est un boxeur portoricain né le 21 novembre 1975 à Toa Baja.

## Carrière
Passé professionnel en 1997, il devient après trois précédents échecs contre Bruno Girard et Byron Mitchell champion du monde des poids super-moyens WBA en battant aux points, le 5 mai 2004, Anthony Mundine. Siaca perd sa ceinture dès le combat suivant face au danois Mikkel Kessler par abandon à la fin du 7e round le 12 novembre 2004.